# اسکات دیویس (تنیس‌باز)
اسکات دیویس (انگلیسی: Scott Davis؛ زاده ۲۷ اوت ۱۹۶۲) یک تنیس‌باز اهل ایالات متحده آمریکا است.